# Otuani

Wahlkreiskarte von Opuwo-Land

Otuani, auch Otwani, ist eine Ansiedlung in der Region Kunene im Nordwesten Namibias. Sie liegt etwa 70 Kilometer südwestlich der Regionalhauptstadt Opuwo, westlich der Hauptstraße C43. Seit Gründung des Wahlkreises Opuwo-Land im August 2013 ist Otuani Wahlkreissitz.
Otuani verfügt über eine Klinik. Etwa vier Kilometer entfernt befindet sich ein Kupfer-Bergwerk.